# 弗里斯科 (伊利諾伊州)
弗里斯科（英語：Frisco）是位於美國伊利諾伊州富蘭克林縣的一個非建制地區。該地的面積和人口皆未知。

## 地理
弗里斯科的座標為38°06′48″N 88°46′42″W / 38.11333°N 88.77833°W，而該地的平均海拔高度為140米（即459英尺）。